# きらきら研修医
『きらきら研修医』（きらきらけんしゅうい）は、女性医師でブロガーの織田うさこによるエッセイシリーズ。病院での2年間の研修医生活を綴ったブログ『研修医うさこのどたばた奮闘記』（現・『きらきら研修医。のブログ』）が眞鍋かをり司会のテレビ番組『ブログの女王』で紹介されたことを契機に、2006年から2008年にかけてアメーバブックスから単行本化された。全3巻。
それを基にしたテレビドラマが、2007年1月11日から同年3月22日まで、小西真奈美主演により、毎週木曜日の22:00 - 22:54（JST）に放送された。

## 書誌情報
きらきら研修医 （2006年7月、ISBN 434499034X）
出版 - アメーバブックス - FeBe!にてオーディオブック化されている。
きらきら研修医 part2 うさこvs奇行ドクター （2007年1月、ISBN 4344990455）
出版 - アメーバブックス
きらきら研修医リターンズ〜あやしい患者さん来襲！ （2008年3月、ISBN 4344991044）
出版 - アメーバブックス新社

## 漫画

### 書誌情報（漫画）
コミック　きらきら研修医 うさこのドタバタ日記 （2007年4月、ISBN 4344990501）
漫画 - 琴ふづき
出版 - アメーバブックス
研修医うさこのどたばた奮闘記（2018年10月4日配信、電子書籍）
漫画 - 桜沢鈴
出版 - ぶんか社コミックス

## テレビドラマ
TBS系列で2007年1月11日から3月22日まで木曜日22:00 - 22:54に放送された。全11回。初回は10分拡大。
小西真奈美の連続ドラマ初主演作。小西真奈美は役作りのためにデビュー以来初のショートカットにも挑戦している。
番組ではサイバーエージェントが協力しており、劇中のブログ「クラクラ研修医のドタバタ日記」にもアメーバブログのロゴが入っている。
ポケットバンクがスポンサーの予定だったが、不祥事あるいはCM再開に時間がかかり公共広告機構（現：ACジャパン）に差し替えた。その際、キー局のCMをそのまま放送していたため、関東地区でしか見られないはずのCMが全国で見られるという事態となった。

### キャスト

#### 主要人物
織田うさこ
演 - 小西真奈美
本作の主人公。小都羽総合病院研修医。研修先は小児科→産婦人科→皮膚科→内科。何事にも一生懸命でやる気はあるものの空回りしているが、一人前の医者になろうと奮闘する。母親が普通のお守りと間違えて買った安産祈願のお守り（「案ずるより産むが易し」の意味が込められている）を大切に所持している。ブログ『クラクラ研修医のドタバタ日記』に病院での1日を書き込んでいる。子供の頃に見たテレビ番組で、白血球が病気と闘う姿を見たことがきっかけとなり医者を志した。内科の研修中、心筋梗塞を見逃したのでは? と激しく家族から責められ、医師として生きていく事に自信を喪失し、退職願を出し実家に帰ろうとする。その最中、定食屋の妻の心肺停止という場面に直面。自然と救命処置をしている「自分」を取り戻している事に気が付き、退職願を撤回。再び研修医として復帰し、1年後に皮膚科に入局。その後、向井に留守を任される。
立岡ケン
演 - ウエンツ瑛士
第1話 - 第4話では産婦人科、5話から皮膚科に配属された看護師。元々は、医師になるつもりで勉強していたらしい。女性看護師達からパシリ扱いされており、主に女性看護師達に「タピオカ」と呼ばれている。しかし、急変時には冷静かつ的確に対応出来る、高度な技量を持つ。うさこに好意を懐き、うさこの気持ちに少しでも近づきたいと病院を退職、医大を受験し合格する。
なお、原作2巻に登場する「タピ岡先生」とは無関係のキャラクターである。ドラマの製作スタッフがこのキャラクターを設定したきっかけはブログに「タピ岡先生」が登場する以前であり、渾名は偶然の一致といわれる。
山崎英彦
演 - 加藤雅也
小都羽総合病院を担当するジャンバルジャン製薬のMR。あの手この手で新薬等を採用してもらえる様、便宜を図ろうとしている。医大受験の日に父が亡くなり、様々な病を治す新薬を世に広めたいからということが、MRの仕事を選んだ理由とうさこに語っているが、みかこ曰く、泣き落としのネタであるというため、真偽は不明。さり気なく一言二言、うさこにアドバイスめいた言葉をかける一方、立岡と酒を酌み交わしながら恋愛の講釈をする等、仕事抜きでの気遣いをすると言った性格（単なるお節介焼き屋かもしれない）。壇ノ浦院長から新薬開発プロジェクト参加の推薦状を貰い、ドイツに渡る手はずを整えてもらう。離婚したみかことは、互いにまだ愛情が残っている様子。
檀ノ浦龍平
演 - 原田芳雄
小都羽総合病院院長。普段は、院長室に閉じこもっている引きこもりだが、かつては数々の症例を診てきた脳外科の権威で、ゴッドハンドと呼ばれるほどの名医だった。院長室内に鉄道模型や様々なゲーム等を並べている。うさこ達を陰ながら見守っているだけではなく、外部者であるMRの山崎へも気に留める行動をする、配慮深い人物である。うさこの出した退職願に「自分で届けを出したんだから…やる気のない者の居場所はないから…」と厳しく接する一方で、己の心の整理を示唆する言動を見せ、1年後にはかつての腕を復活させている。

#### 小都羽総合病院小児科
倉橋啓太郎
演 - 寺島進 （第1話、第9話・第11話回想）
小都羽総合病院小児科医師。うさこの最初の指導医。うさこを「小っちゃい顔しやがって」の意味で「CK（Chicchai Kaoshiyagatte）」と呼ぶ。元警察官の妻がいるが、ひょんなことからうさことの不倫の疑いをかけられてしまう。本人は「俺はこう見えても妻一筋だ」と言う。
甲山留美子
演 - ふせえり
小都羽総合病院小児科病棟看護師。
御子柴ユミ
演 - 信川清順
小都羽総合病院小児科病棟看護師。
西平麗香
演 - 木南晴夏
小都羽総合病院小児科病棟看護師。注射を打つことが苦手。

#### 小都羽総合病院産婦人科
川合真介
演 - 生瀬勝久 （第1話 - 第4話、第9話・第11話回想）
小都羽総合病院産婦人科医師。46歳。関西出身で関西弁を話す。そのガチャピンのような大きな瞳から、うさこに「ガチャピン先生」と秘かに名付けられている。一風変わった医師で有名であり、カップ麺に棒アイスをつけて一緒に食べる付け合わせが好みである。うさこの初のオペ介助（前立ち）後に、うさこが感動して泣いてしまったり、縫合が上手く出来なかったりしたため、一時はうさこを疎ましく思い邪険に遠ざけていた。しかし、自分自身から一所懸命学ぼうとする姿勢や、街中で子癇による危機状態の産婦へ応急手当をしたと知り、一転してうさこを本格的に指導する。うさこを一人前の医師にするために、自身の進退を掛けてまで帝王切開の執刀医をうさこに任せる。
浅見みずほ
演 - 濱田マリ
小都羽総合病院産婦人科病棟看護師。噂話が好き。
越守美穂
演 - 井村空美
小都羽総合病院産婦人科病棟看護師。訛りがかった口調で会話している。
春山夏姫
演 - 松嶋初音
小都羽総合病院産婦人科病棟看護師。

#### 小都羽総合病院皮膚科
向井隆史
演 - パパイヤ鈴木 （第1話、第5話 - 第7話、第9話・第11話回想）
小都羽総合病院皮膚科医師。モジャモジャ頭のアフロヘアーと体型から、うさこに「ムック先生」と秘かに名付けられている。朝、病院屋上でパラパラを入院患者と共に行ったり、病棟で患者と花札をしたりと、一見ルーズなイメージの医師。だがそれらのおかげで入院患者の気持ちを前向きにさせ、病気を治していく方向へ持っていく、いわば「ムードメーカー」的な存在でもある。子沢山でホームパーティーを開くなど賑やかな家庭を持っている。娘・倫子とは授業参観等にはほとんど行けず、機嫌を損なわせていたが、倫子が父の仕事姿を知ったことで和解する。向井自身は、映画「パッチ・アダムス」での言葉を信じ大切に思っている。一時は、向井に対し強い不信感を持っていたうさこも、改めて皮膚科へ入局しようかな、と考え直す迄になる。海外研修の為病院を一時離れ、留守をうさこに任せることに。
橋本順子
演 - 高橋ひとみ
小都羽総合病院産皮膚科病棟看護師。病棟主任。
前田清美
演 - 片桐はいり
小都羽総合病院産皮膚科病棟看護師。
長井敏子
演 - 斉川あい
小都羽総合病院産皮膚科病棟看護師。
木内真理亜
演 - 有村実樹
小都羽総合病院産皮膚科病棟看護師。

#### 小都羽総合病院内科
木下みかこ
演 - りょう（第1話、第8話 - 第11話）
小都羽総合病院内科医師。循環器内科のエキスパート。うさこが憧れている女医。池上ら男性看護師を家来のように扱う、内科の「女帝」。世界を股に掛けて恋をする、恋多き女性でもある。かつて山崎とは、夫婦の関係にあった。医師としての技量は「超」がつく位の一流で、うさこに対して「誰のために」「何のために」医師であるべきかを、自身の体験を基にしっかり指導する「熱血漢」とも言える存在。病棟看護師が言うには、それまでの研修医の中で、最もうさこが指導を受けているらしい。
池上一夫
演 - 佐藤二朗
小都羽総合病院産内科病棟看護師。
増田昭光
演 - 六角慎司
小都羽総合病院産内科病棟看護師。
太平正志
演 - 本田誠人
小都羽総合病院産内科病棟看護師。

#### その他
霧島里美
演 - 中山恵
病院初診受付（クラーク）。MRの山崎に買収されやすい。人事異動で、売店配属に。
売店のおばちゃん（みか子）
演 - 研ナオコ
うさこを影から励ます人。「売店のおばちゃん」という設定であるが、何故か大量の雑巾の縫い物をしていたり、突然コスプレ姿で登場したり、挙句カウンセラーと称して占いまでやったりと、不思議な人でもある。
白井理事
演 - 児玉頼信
病院の責任問題を危惧してうさこの帝王切開手術を中止させようとした。壇ノ浦の腕前を知っており、壇ノ浦に次期総裁の候補者のオペ執刀を頼むも、断られる。

#### ゲスト
- 渡部彩 （第1話）
- 白石みき （第1話）
- 寺本まゆ　-　小野花梨　（第1話）
- ガチャピン （第1話、第2話）
- 遊井亮子 （第2話）
- 榎木孝明（第2話、写真のみ）
- エスパー伊東 （第3話、第4話）
- 馬渕英俚可 （第3話、第4話）
- 浅茅陽子 （第4話）
- 神田　-　六平直政 （第5話）
- 石井康太 （第5話）
- 大木凡人 （第5話、写真のみ）
- 向井の妻　-　佐藤真弓 （第6話）
- 向井倫子　-　村崎真彩 （第6話）
- 桐谷美玲 （第7話）
- 須藤公一 （第8話）
- 西園寺理事長　-　石井苗子 （第9話）
- 神林（ウザい外科医）　-　デビット伊東 （第10話）
- 五月晴子 （第11話）
- 戸田あさこ（新人研修医）　-　原史奈 （第11話）
- 濱崎かよこ　-　木村翠 （第11話）
- 濱崎智樹（定食屋の主人）　-　不破万作 （第11話）

### 主題歌
- 大塚愛「CHU-LIP」（avex trax）

### スタッフ
- 原作：織田うさこ
- 脚本：荒井修子、徳永友一
- 演出：今井夏木、森永恭朗、高成麻畝子
- 音楽：ARTSTA（小野川浩幸）
- サウンドデザイン：石井和之
- 医療監修：伊藤泰雄
- プロデューサー：川西琢、橘康仁
- 製作：ドリマックス・TBS

### 放送日程
| 各話                                                     | 放送日  | サブタイトル       | ラテ欄サブタイトル  | 脚本     | 演出       | 視聴率 |
| -------------------------------------------------------- | ------- | ------------------ | ------------------- | -------- | ---------- | ------ |
| 第1話                                                    | 1月11日 | 小児科             | 初日から全力疾走    | 荒井修子 | 今井夏木   | 10.4%  |
| 第2話                                                    | 1月18日 | 産婦人科           | 誕生…涙の初手術     | 荒井修子 | 今井夏木   | 10.6%  |
| 第3話                                                    | 1月25日 | 産婦人科 その2     | ハンカチ救助の真実! | 徳永友一 | 森永恭朗   | 11.0%  |
| 第4話                                                    | 2月01日 | 産婦人科 その3     | 卒業…涙の初執刀     | 徳永友一 | 髙成麻畝子 | 11.0%  |
| 第5話                                                    | 2月08日 | Go Go! 皮膚科↑     | 涙のチョコ…皮フ科編 | 荒井修子 | 今井夏木   | 8.4%   |
| 第6話                                                    | 2月15日 | 皮フ科 その2       | 父娘を結ぶ包帯!     | 徳永友一 | 森永恭朗   | 9.0%   |
| 第7話                                                    | 2月22日 | 皮フ科 その3       | 凶暴少女の処方箋    | 荒井修子 | 髙成麻畝子 | 8.7%   |
| 第8話                                                    | 3月01日 | 内科 でないか?     | 突然のクビ宣告!     | 荒井修子 | 今井夏木   | 8.4%   |
| 第9話                                                    | 3月08日 | 内科 でないか?②    | 私、辞めません!     | 徳永友一 | 森永恭朗   | 8.1%   |
| 第10話                                                   | 3月15日 | 内科vs外科         | うさこ痛恨の誤診    |          |            | 8.2%   |
| 最終話                                                   | 3月22日 | 内科 で辞めないか? | 最後のありがとう    | 荒井修子 | 髙成麻畝子 | 8.8%   |
| 平均視聴率9.3%（視聴率は関東地区・ビデオリサーチ社調べ） |         |                    |                     |          |            |        |

※新聞・ネット等のラテ欄（番組表）のサブタイトルと、実際にドラマで放送されたサブタイトルは異なる。また、次回予告のサブタイトルが翌週のサブタイトルと異なっている場合もあった。

### 関連商品

#### CD
きらきら研修医 オリジナル・サウンドトラック
発売元 - エイベックス

#### DVD
きらきら研修医DVD BOX
発売元 - TBS